# HD 39685
HD 39685，又名BD+03 1071，SAO 113253、HR 2051，是一颗恒星，视星等为6.31，位于銀經203.4，銀緯-11.17，其B1900.0坐标为赤經5h 49m 0.5s，赤緯+3° -11.17′ 24″。